# Disophrys inculcatrix
Disophrys inculcatrix är en stekelart som först beskrevs av Joseph Kriechbaumer 1898.  Disophrys inculcatrix ingår i släktet Disophrys och familjen bracksteklar. Arten är reproducerande i Sverige. Utöver nominatformen finns också underarten D. i. caucasica.